# 오토앤
오토앤 주식회사(영어: Auto&)는 대한민국의 자동차 특화 커머스플랫폼 기업으로, 본사는 경기도 안양시 만안구 전파로24번길 63 (안양동)에 있다.
2023년 8월 4일 150억원 규모의 전환사채를 발행하였다.
중고차 판매업과SDV 기반 자율주행차를 아우르는 데이터 플랫폼 사업에 진출할 예정이다.

## 연혁
현대자동차 사내 벤처로 시작되었다가 2012년에 분사하였다.